# Izadora Weiss
Izadora Weiss (ur. 10 lipca 1972) – polska choreografka i tancerka.

## Życiorys
Ukończyła Ogólnokształcącą Szkołę Baletową im. Romana Turczynowicza w Warszawie, po czym kontynuowała edukację w Akademii Muzycznej im. Fryderyka Chopina w Warszawie, studiując pedagogikę baletu. W latach 1991–1996 pracowała jako tancerka: w Teatrze Wielkim w Warszawie (1991–1993), Teatrze Wielkim Operze Narodowej w Warszawie (1993–1995) i Teatrze Narodowym w Warszawie, Scena Operowa (1995–1996). Dwukrotnie otrzymała stypendium Ministerstwa Kultury i Sztuki (1999 i 2001).
W latach 1995–2001 pracowała w Teatrze Wielkim w Poznaniu. Jej debiutem choreograficznym był spektakl Sen nocy letniej (1996, Teatr Wielki w Poznaniu). Przygotowała choreografię do kilkudziesięciu oper, część z nich prezentowana była za granicą, między innymi w Holandii, Finlandii, Francji, Niemczech, Luksemburgu i USA. Na festiwalu w Wexford w Irlandii zrealizowała choreografię do Strasznego dworu, Opery za trzy grosze i Syberii. Po tym, jak przygotowała choreografię do I Koncertu skrzypcowego Krzysztofa Pendereckiego (Teatr Wielki w Poznaniu), choreograf Jiří Kylián zaprosił ją na staż do Nederlands Dance Theater. Doskonaliła swój warsztat nie tylko u boku Kyliána, ale również Hansa van Manena, Ohada Naharina, Paula Lightfoota, Sol León i Saburo Teshigawary.
W ramach Międzynarodowego Festiwalu Teatralnego Malta 2000 przygotowała spektakl Cztery pory roku Vivaldiego w nagraniu Nigela Kennedy’ego. W 2005 roku stworzyła libretto i choreografię baletu ...z nieba do muzyki Michała Lorenca w Operze Bałtyckiej, następnie spektakl Eurazja w Teatrze Muzycznym Capitol we Wrocławiu. Po tej premierze przystąpiła do pracy nad projektem Warszawskiego Teatru Tańca przy Centrum Sztuki „Montownia”. Projekt ten zawiesiła po podjęciu pracy w Operze Bałtyckiej, gdzie w ciągu ośmiu lat zrealizowała 15 autorskich spektakli baletowych, m.in. 4&4, nową wersję Eurazji i Romea i Julii oraz choreografię do oper Don Giovanni i Eugeniusz Oniegin. Realizacje telewizyjne Eurazji oraz Romea i Julii widzowie mogli oglądać w TVP Kultura.
W listopadzie 2009 w Operze Kameralnej w Warszawie wyreżyserowała, przygotowała choreografię i zatańczyła w spektaklu Tre donne – Tre destini Georga Friedricha Händla z udziałem Olgi Pasiecznik. W marcu 2010 została dyrektorem artystycznym stworzonego przez siebie Bałtyckiego Teatru Tańca, który prowadziła do 2016. Następnie stworzyła Biały Teatr Tańca w Warszawie, który stał się na rok 2018 rezydentem Teatru Komedia. Od 2017, na zaproszenie Krzysztofa Pastora, współpracuje jako choreograf z Polskim Baletem Narodowym. W 2020 została wymieniona w publikacji Fifty Contemporary Choreographers wydanej przez brytyjskie wydawnictwo Routledge. Projektuje dekoracje i kostiumy do swoich prac choreograficznych.
Jej mężem jest reżyser Marek Weiss, z którym ma córkę Weronikę Weiss, skrzypaczkę.

## Nagrody
- 2009 – Nagroda Teatralna Miasta Gdańska[7]
- 2009 – Pomorska Nagroda Artystyczna (Gryf Pomorski) (wraz z Markiem Weissem)[7]
- 2012 – Brązowy Medal „Zasłużony Kulturze Gloria Artis”[19]
- 2013 – Nagroda Teatralna Miasta Gdańska[7]
- 2014 – Teatralna Nagroda Muzyczna im Jana Kiepury dla najlepszego choreografa (ex aequo z Robertem Glumbkiem)[20]
- 2014 – Nagroda Teatralna Miasta Gdańska[7]
- 2014 – Nagroda Marszałka Województwa Pomorskiego za całokształt dorobku artystycznego[21]
- 2015 – Teatralna Nagroda Muzyczna im. Jana Kiepury dla najlepszego choreografa[7]
- 2016 – Nagroda Prezydenta Miasta Gdańska w Dziedzinie Kultury za stworzenie nowego wizerunku baletu oraz z okazji jubileuszu 25-lecia pracy artystycznej[22]